# Chen Qiao En
Joe Chen Qiao En (cinese tradizionale: 陳喬恩; cinese semplificato: 陈乔恩; pinyin: Chén Qiáoēn; Taiwan, 4 aprile 1979) è una cantante, attrice, modella, conduttrice televisiva e scrittrice taiwanese.
È membro del gruppo femminile taiwanese 7 Flowers, oltre che la prima artista donna dell'agenzia Jungiery. Oltre al canto, i suoi interessi si basano sulla recitazione e sulla scrittura. È stata la protagonista femminile del secondo drama taiwanese con più ascolti, The Prince Who Turns Into a Frog (王子變青蛙), e attualmente è la conduttrice di due programmi, Treasure Hunter (冒險奇兵) e 型男大主厨. Nel 2008 è salita alla ribalta con la serie televisiva Fated to Love You (命中注定我愛你), i cui indici di ascolto sono stati maggiori di The Prince Who Turns Into a Frog (王子變青蛙).

## Biografia

### Cronologia
- Nel 2001 ebbe inizio la sua carriera come modella e assistente.
- Nel 2002 è diventata la prima presentatrice del programma televisivo della Sanlih E-Television (SET) 中國那麼大. Nello stesso anno, ha recitato nel drama My MVP Valentine.
- Nel tardo 2002 è diventata la presentatrice del programma televisivo della Taiwan Television (TTV) 綜藝旗艦, insieme a Jacky Wu e NONO.
- Nel 2003 il suo contratto con la Jungiery Star è stato messo in pausa per sei mesi.
- Nel 2004 è diventata la seconda frontwoman del nuovo gruppo musicale femminile di Taiwan, chiamato 7 Flowers.
- Tra il 2004 e il 2005 è stata attrice protagonista di diverse serie televisive, tra le quali 100% Senorita (千金百分百), In Love With A Rich Girl (愛上千金美眉) e The Prince Who Turns Into A Frog (王子變青蛙).
- Nel tardo 2005 è diventata presentatrice del programma televisivo Treasure Hunter (冒險奇兵), insieme a Zeng Guo Cheng (曾國城), ed è apparsa come ospite in un drama delle Filippine chiamato Sugo.
- Nel 2006 ha continuato a condurre il programma 冒險奇兵, ed ha iniziato a condurre anche un altro varietà dal titolo 型男大主厨, sempre insieme a Zeng Guocheng.
- Nel 2006 ha partecipato ad un programma televisivo intitolato A Game about Love (剪刀石頭布), insieme al membro dei 5566 e dei 183 Club Sam Wang.
- Nel 2007 ha recitato insieme a Ming Dao nella serie Ying Ye 3 Jia 1, al fianco del membro dei 5566 Jason Hsu (My MVP Valentine, 100% Senorita, In Love With A Rich Girl) e di Jerry Huang.
- Nel 2008 è stata scelta come protagonista per il drama Fated to Love You, insieme ad Ethan Ruan ed al nuovo arrivato Baron Chen Chu He. In quell'anno è stato pubblicato anche il suo primo libro, See Or Not (喬見沒).
- Nel 2013 ha interpretato il ruolo di Dong Fang Bu Bai (东方不败) nella serie TV cinese conosciuta con il nome di Swordsmen 2013.

### 7 Flowers
- Le 7 Flowers avevano originariamente sette membri (nel 2004), ma poi furono ridotti a quattro. Gli attuali membri del gruppo insieme a Joe sono Joyce Zhao Hong Qiao, Doris (precedentemente Ive) Lai Wei Ru e Jade Qu Xiao Jie. Joe Chen Qiao En non era una cantante prima della formazione del gruppo, sebbene oggi sia una delle frontwoman.
- Le canzoni delle 7 Flowers sono state usate in diversi drama, tra i quali Top Of The Forbidden City (紫禁之巔), In Love With A Rich Girl (愛上千金美眉) e The Prince Who Turns Into A Frog (王子變青蛙).
- Qiao En ha scritto diverse canzoni, sia da sola sia in collaborazione. Tra queste figurano My Dear Friend e Say You Love Me.
- Nel tardo 2005 è stato pubblicato il primo album autointitolato delle 7 Flowers, che ha venduto 40 000 copie.
- Qiao En ha cantato tre canzoni per Ying Ye 3+1, una delle quali è stata un duetto con Ming Dao.

### Filmografia
- Ha partecipato attivamente a diverse serie televisive, le prime delle quali sono state Lavender (薰衣草) e My MVP Valentine (MVP 情人) della SetTV.
- Nel 2004, ha ottenuto il ruolo di protagonista nel drama 100% Senorita (千金百分百) della CTS e SET, e più tardi ha partecipato al drama della TTV In Love With A Rich Girl (愛上千金美眉).
- Nel 2005, ha partecipato al drama della SET e TTV The Prince Who Turns Into a Frog (王子變青蛙), che ha segnato diversi record di ascolti delle serie televisive taiwanesi. Questo drama è stato trasmesso in tutta l'Asia, in America e in Africa.
- Nel 2008 ha partecipato alla serie Fated to Love You (命中注定我愛你), che ha superato i record di ascolti precedentemente raggiunti dal drama The Prince Who Turns Into a Frog (王子變青蛙).

## Produzioni

### Album
- 2004 Top of the Forbidden City (紫禁之巔) Colonna sonora
- 2005 Love Miracle (愛的奇蹟) 喬傑立巨星最紅偶像劇精選
- 2005 The Prince Who Turns Into a Frog (王子變青蛙) Colonna sonora
- 2005 7 Flowers
- 2006 The Magicians of Love (愛情魔髮師) Colonna sonora
- 2007 Ying Ye 3+1 (櫻野3加1) Colonna sonora

## Filmografia parziale

### Cinema
- Qing Cheng Zhi Lei, regia di Chun-Chun Wong (2011)
- The Last Phonecall, regia di Patrick Kong (2012) - cortometraggio
- Happiness Me Too (2012)
- Xi you ji zhi da nao tian gong, regia di Soi Cheang (2014)
- The Suspicious, regia di Cheng Zhang (2014)
- Hou hui wu qi, regia di Han Han (2014)
- Wo shi nv wang, regia di Annie Shizuka Inoh (2015)
- Our Times, regia di Yu Shan Chen (2015)
- Ji ran qing chun liu bu zhu, regia di Meng Tian (2015)
- Sap yuet co ng dik yuet gwong, regia di Patrick Kong (2015)
- Bei jing shi jian, regia di Zhanjun An (2015)
- Lian ai jiao fu, regia di Zhiyong Zhou (2016)
- Into the Rainbow, regia di Norman Stone e Gary Wing-Lun Mak (2017)